# 미쓰오카촌
미쓰오카촌(일본어: 三岡村)은 일본 나가노현 기타사쿠군에 있던 촌이다. 현재의 고모로시 남동부에 해당한다.

## 역사
- 1889년 4월 1일 - 정촌제 시행에 의해 기타사쿠군 미쓰오카촌이 성립하였다.
- 1954년 4월 1일 - 고모로정, 미나미오이촌과 합병해 고모로시가 성립하여, 동일 미쓰오카촌은 폐지되었다.

## 교통

### 철도
- 일본국유철도
  - 고우미선

## 참고문헌
- 大日本篤農家名鑑編纂所編『大日本篤農家名鑑』大日本篤農家名鑑編纂所、1910年。
- 『商工名鑑』名古屋商工社、1912年。
- 人事興信所編『人事興信録 第4版』人事興信所、1915年。
- 『角川日本地名大辞典 20 長野県』。
- 小林収『塩川伊一郎評伝』龍鳳書房、1996年。ISBN 4-947697-01-6